# Meteor (Satellit)
Die Meteor-Satelliten sind sowjetische bzw. russische Wettersatelliten. Sie dienen der Überwachung der Temperatur der Atmosphäre und der Meeresoberfläche, der Luftfeuchtigkeit sowie (durch optische Sensoren) der Messung von Wolkenbildung, Eis- und Schneebedeckung.

## Versionen

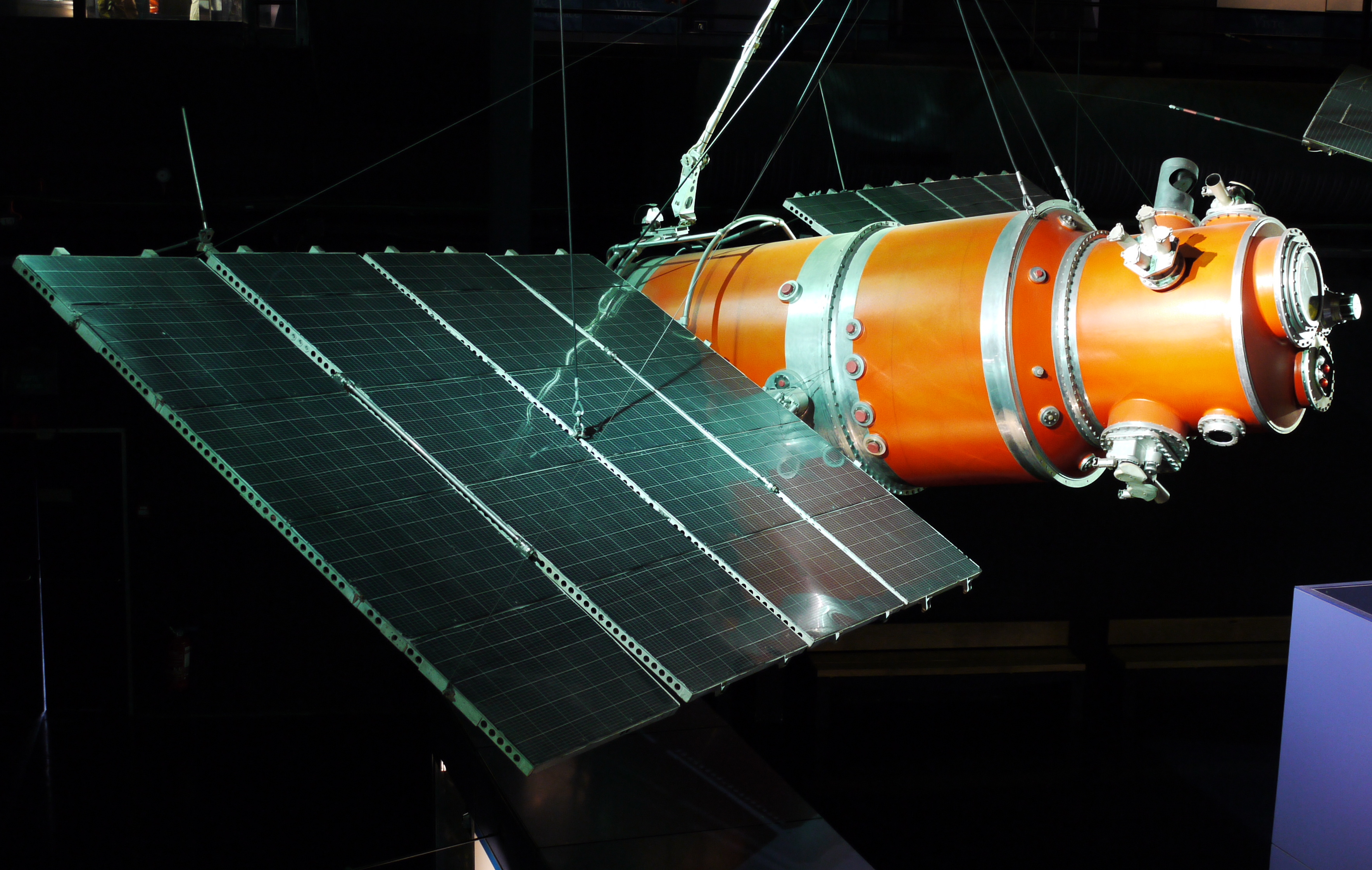
Mockup des russischen Wettersatelliten Kosmos 122 (1966), Musée de l’air et de l’espace

Die Entwicklung der ersten Generation der Satelliten begann im Oktober 1960. Die ersten Satelliten der Meteor Reihe wurden ab 1964 anfangs noch unter der Tarnbezeichnung Kosmos gestartet. Offiziell wurde zuerst Kosmos 122 (Start am 25. Juni 1966) als Wettersatellit bezeichnet, aber auch schon vorher wurden z. B. mit Kosmos 44, 58, 100 und 118 Satelliten zur Erforschung der Atmosphäre gestartet. Alle Satelliten speicherten zumindest teilweise die Daten, um sie dann beim Überfliegen der Bodenstationen zu senden. Um eine bessere Überdeckung und häufiger Daten vom selben Gebiet zu liefern, waren im Allgemeinen immer mehrere Satelliten gleichzeitig im Orbit.

### Meteor-1
Mit dem Start von Meteor-1-1 am 1. Februar 1969 trugen die Satelliten dann auch offiziell diese Bezeichnung. Der erste Start schlug jedoch durch einen Fehler in der Oberstufe der Trägerrakete fehl und so bekam der am 26. März 1969 gestartete Nachfolger erst die Bezeichnung Meteor-1-1. Insgesamt wurden bis 1977 zehn Kosmos und 28 Meteor-1 dieser Baureihe gestartet. Als Instrumente waren unter anderem zwei Kameras im Spektralband 0,3 bis 3 µm und 8 bis 12 µm und einer Schwadbreite von 1500 km an Bord. Einige der Satelliten (z. B. Meteor-1-8) trugen zu Testzwecken zusätzliche Instrumente. Das Gewicht der zylinderförmigen Satelliten betrug beim Start etwa 3,8 Tonnen, ihre Größe lag etwa bei 1,5 Meter Durchmesser und 5 Meter Länge. Sie wurden anfangs mit Woschod-Raketen in eine anfangs 350, später 650 km hohe Bahn mit einer Inklination von 81,2° gebracht. An Bord der Satelliten waren jeweils zwei Plasmatriebwerke vom Typ SPT-50,60 oder 70 des OKB Fakel zu Test- oder Lageregelungszwecken installiert. Auf Basis der Meteor-1-Plattform wurde auch der Satellit Astrofisika (Kosmos 1066, GRAU-Index 11F653) gebaut, der ebenfalls über zwei Plasmatriebwerke verfügte. Der 2750 kg schwere Satellit wurde am 23. Dezember 1978 in einen kreisförmigen Orbit in 854 km Höhe und 81,1° Inklination gebracht. Er hatte spezielle Sensoren zur Erkennung von Laserstrahlen auf der Erde an Bord. Über dessen Einsatzzweck ist nichts bekannt, aber es wurden Tests der Lichtausbreitung in der oberen Atmosphäre für militärische Laser oder die Vermessung der Lageregelungsgenauigkeit des Satellitensteuerungssystems vermutet. Meteor 1-1 verglühte in der Nacht vom 26. auf den 27. März 2012 in der Erdatmosphäre beim Wiedereintritt.

### Meteor-Priroda
Von den Satelliten auf Basis der Meteor-1-Baureihe wurde offiziell nur ein Exemplar gestartet. Sie wurden ab Dezember 1971 entwickelt und wiegen etwa 3,8 Tonnen. Sie dienten neben der Wetterbeobachtung auch der Erdfernerkundung. Als Nutzlast des offiziellen Exemplars kamen zwei Vierkanal-Multispektralkameras mit einer Schwadbreite von 1930 km und 1,5 km Auflösung zum Einsatz. Zusätzlich war eine Zweikanalkamera mit einer Schwadbreite von 1380 km Kantenlänge und 240 m Auflösung und ein Vierkanalmultispektralscanner (MSR-SA) mittlerer (170 m) und ein Dreikanalmultispektralscanner (MSU-VA) mit CCD-Technik und hoher Auflösung (30 m) installiert. Ein Vierkanalradiometer und ein in Bulgarien entwickeltes Spektralfotometer (32 Kanäle bei 280 km Schwadbreite) vervollständigten die Nutzlast. Da sich auch fünf andere Meteor-Satelliten in ihrer Instrumentierung entsprechend unterschieden, könnten auch sie als zugehörig zu dieser Baureihe gerechnet werden. Dies war als erstes Meteor-1-18 der am 9. Juli 1974 mit einer Wostok-2M-Rakete in einen 950 km Orbit gebracht wurde. Ihm folgten Meteor-1-25, -28, -29, -30 und am 10. Juli 1981 Meteor-1-31, welcher auch offiziell als Meteor-Priroda-1 bezeichnet und in eine 650 km hohe sonnensynchrone 97° Bahn befördert wurde. Sie können als Vorläufer der späteren Resurs-O1-Satelliten angesehen werden, die jedoch auf der Basis des Meteor-3-Satellitenbus entwickelt wurden.

### Meteor-2
Die Satelliten der zweiten Generation besaßen eine auf etwa ein Jahr verlängerte Lebensdauer und waren mit einer Startmasse von weniger als drei Tonnen leichter als die erste Generation. An Bord waren drei Kameras. Davon zwei im Spektralbereich von 0,5 bis 0,7 µm mit einer Schwadbreite von über 2000 km und einer Auflösung von zwei bzw. einem Kilometer. Die dritte Kamera im Infrarotbereich von 8 bis 12 µm Wellenlänge hatte eine Schwadbreite von 2800 km und eine Auflösung von acht km. Zusätzlich kamen Messgeräte für elektromagnetische Strahlung und ein Achtkanal-Infrarotradiometer im Bereich von 11,1 bis 18,7 µm, eine Schwadbreite von 1000 km und einer Auflösung von 37 m zum Einsatz. Die Entwicklung des Satelliten begann 1967 und der erste Start erfolgte am 11. Juli 1975. Insgesamt wurden bis 1995 21 Satelliten in eine Bahn mit einer Höhe von anfangs 850 km später 950 km und einer Inklination von 81,2° gestartet. Die Datenübertragung zur Erde erfolgte auf der Frequenz von etwa 137 MHz. Als Trägerrakete kam anfangs die Wostok-2M (bis 2-1 bis 2-7, 2-9 und 2-10) später die Zyklon (2-8, ab 2-11) zum Einsatz. Beim letzten Satelliten Meteor-2-21 wurde zusätzlich ein spezieller Fizeau-Reflektor (nach Armand Fizeau) angebracht. Dieser bestand aus einer 15 cm langen linearen Anordnung von drei Glaswürfeln, wobei die beiden äußeren Würfel in einem Winkel von 45° zum zentralen Würfel aus Quarzglas angebracht sind. Mit diesem System wurden Vorhersagen der Relativitätstheorie bei sich bewegenden Objekten überprüft.

### Meteor-3
Die Entwicklung dieser Satelliten begann im Dezember 1972. Jedoch wurde erst am 27. November 1984 der erste Satellit als Kosmos 1612 gestartet. Dieser gelangte jedoch nicht in seine vorgesehene Umlaufbahn und konnte so nur eingeschränkt benutzt werden. Der erste offizielle Start erfolgte am 24. Oktober 1985. Die Satelliten der dritten Generation der Meteor-Satelliten wurden auf einer polaren Umlaufbahn in etwa 1200 km Höhe und 82,5° Inklination platziert. Sie besaßen nun eine Lebensdauer von zwei Jahren. Sie waren mit 2150 bis 2500 kg Startmasse (davon 500 bis 700 kg Nutzmasse) nochmals leichter als die vorhergehende Generation und hatten eine zylindrische Form mit etwa einem Meter Durchmesser und 1,5 m Höhe und verfügten über zwei Solarzellenausleger von zehn Meter Spannweite. Die Standardausrüstung bestand aus verschiedenen Messinstrumenten. Zusätzlich war es möglich auf den Satelliten weitere Instrumente anzubringen. So trug zum Beispiel Meteor-3-5 ein Sechskanal-UV-Spektrometer namens TOMS (Total Ozone Mapping Spectrometer), welches von der NASA entwickelt und gebaut wurde. Es diente der Messung der Ozon und Schwefeldioxid-Konzentration in der Erdatmosphäre und benutzte dazu einen optischen Sensor der in sechs schmalen Spektralbereichen die Reflexionen der Erdatmosphäre im nahen UV-Bereich bestimmte. Es hatte eine Schwadbreite von 42 km und konnte um 55,5° geschwenkt werden, so dass eine Gesamtüberdeckung eines 2800 km breiten Streifens der Erdoberfläche möglich war. Auf Meteor-3-6 kam das Instrument PRARE (Precise Range and Range-Rate Equipment), ein mit zwei Frequenzen arbeitendem Mikrowellen-Satelliten-Tracking-System mit Datenspeicherung und Vorverarbeitung der Daten an Bord des Satelliten. Mit dem Gerät war es möglich, die Bahn des Satelliten auf 10 bis 20 cm genau zu bestimmen oder Koordinaten von Punkten auf der Erdoberfläche mit einer Genauigkeit von einem Zentimeter oder besser zu bestimmen. Zusätzlich kam mit RRA (RetroReflector Array) ein Laserreflektor mit 24 Reflektoren und einem Durchmesser von 28 cm bei Meteor-3-6 zum Einsatz.
| Instrument                                                                         | Spektralband (µm) | Auflösung (km) | Schwadbreite (km) | Operating Schedule                        |
| ---------------------------------------------------------------------------------- | ----------------- | -------------- | ----------------- | ----------------------------------------- |
| Abtastender TV-Sensor mit On-Board-Datenaufzeichnungssystem und globaler Abdeckung | 0,5-0,8           | 0,7x1,4        | 3100              | Aufzeichnung und direkte Datenübertragung |
| Abtastender TV-Sensor mit direkter Datenübertragung                                | 0,5-0,8           | 1x2            | 2600              | direkte Datenübertragung                  |
| IR-radiometer mit globaler Überdeckung                                             | 10,5-12,5         | 3x3            | 3100              | Aufzeichnung und direkte Datenübertragung |
| Abtastendes Zehnkanal-IR-Radiometer                                                | 9,65-18,7         | 35x35          | *400              | Aufzeichnung und direkte Datenübertragung |
| Messsystem für elektromagnetische Strahlung                                        | 0,17-600 MeV      | -              | -                 | Aufzeichnung und direkte Datenübertragung |

Die Übertragung der Daten zum Kontrollzentrum erfolgt auf der Frequenz 466,5 MHz, zur Übertragung zu lokalen Stationen wird die Frequenz 137,85 MHz benutzt. Insgesamt wurden nur sechs Satelliten dieser Baureihe gestartet, wobei zeitgleich auch noch Satelliten der Meteor-2-Reihe gestartet wurden.

### Meteor-3M

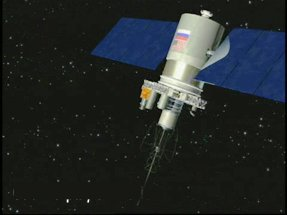
Meteor-3M

Von dieser letzten und neuesten Generation der Meteor Satelliten wurde nur ein Exemplar am 10. Dezember 2001 auf eine 1015 km hohe Bahn mit 99,7° Inklination mit einer Zenit-Rakete gestartet. Der Start war eigentlich schon für 1996 angekündigt. Der Satellit ist etwa 2,5 t schwer, wobei die Nutzlast auf 900 kg erhöht werden konnte und besitzt eine zylindrische Form von 1,4 m Durchmesser und 2,2 m Länge. Die Erhöhung der Nutzlast erlaubte es auch die Energieversorgung des Satelliten auf 1 kW Leistung zu erhöhen. Zusätzlich wurde die Lebensdauer auf zwei Jahre erhöht und die Positionsgenauigkeit verbessert. Die Signalübertragung zur Erde wurde auf eine Frequenz von 1,7 GHz umgestellt. An Bord des Satelliten war neben den russischen Instrumenten auch das amerikanische Instrument SAGE (Stratospheric Aerosol and Gas Experiment) an Bord. Dieses bestand aus einem Gitterspektrometer mit CCD-Sensor welcher in neun Bereichen des Spektrums von 0,29–1,55 µm arbeitete und auf diesem Weg die Verteilung von Ozon, Stickoxiden, Wasserdampf und Chlorverbindungen in der Erdatmosphäre vermessen konnte. Der Satellit arbeitete nur zwei Jahre störungsfrei und wurde im März 2006 endgültig abgeschaltet.

### Meteor-M

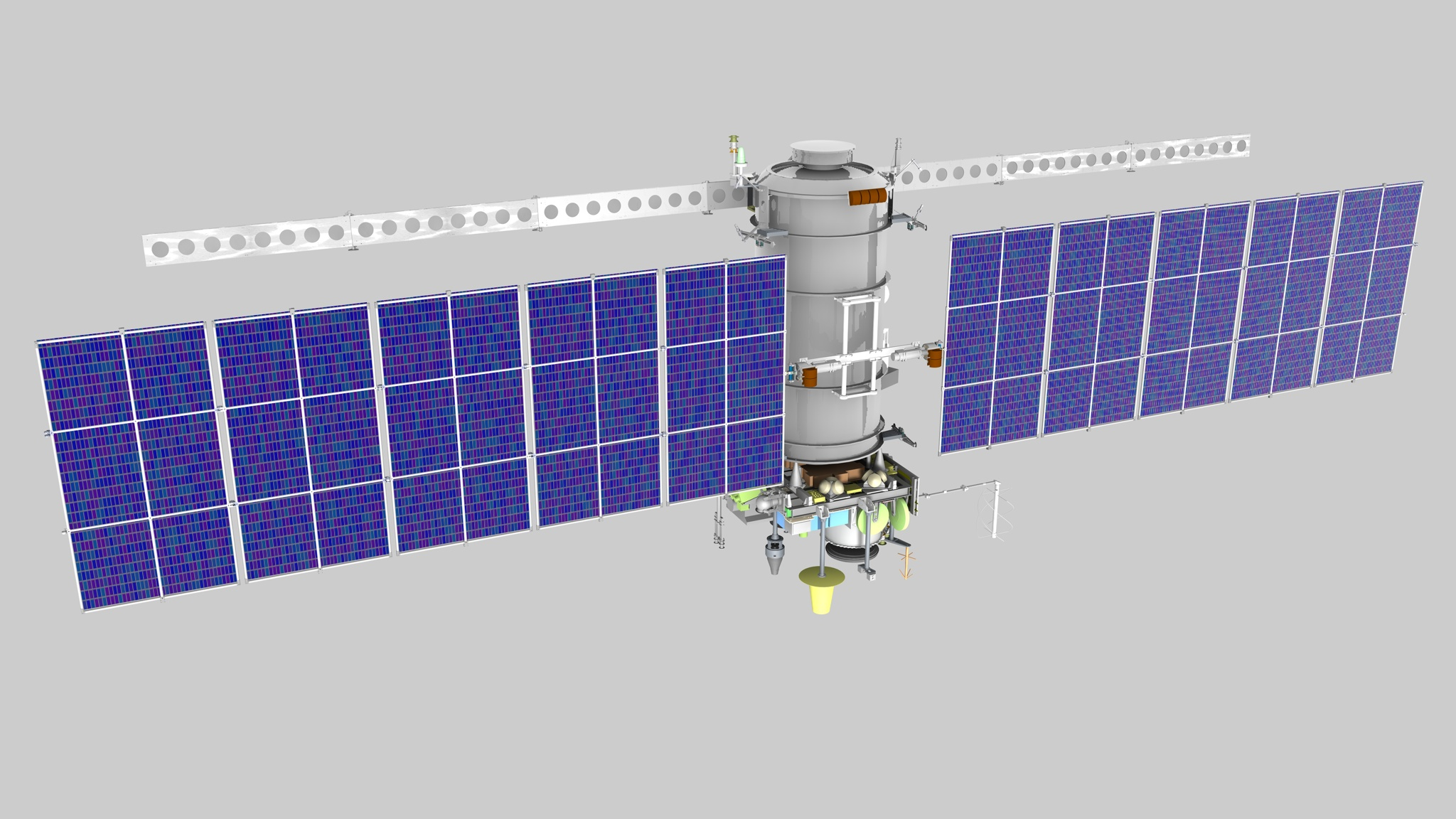
Meteor-M

Am 7. September 2009 wurde mit einer Sojus-2-1b Fregat Rakete der erste Satellit einer neuen Generation der Meteor-Wettersatelliten in eine 830 km hohe sonnensynchrone Bahn befördert. Die Standardausstattung besteht dem Namen nach aus folgenden Instrumenten: MSU-MR (Sechskanalscanner im Bereich von 0,6 bis 12,5 µm zur Messung der Wolkenbedeckung mit einer Schwadbreite von 2800 km und einer Auflösung von 1 km), KMSS (dreifacher Dreikanalscanner von den zwei mit 100 mm Brennweite im Bereich von 0,53 bis 0,90 µm mit zusammen 960 km Schwadbreite und 60 bis 100 m Auflösung, sowie einer mit 50 mm Brennweite im Bereich von 0,37 bis 0,69 µm mit 940 km Schwadbreite), MTVZA-GY (für Temperatur- und Luftfeuchtigkeitsmessung, sowie Windgeschwindigkeit bis zu einer Höhe von 80 km über dem Meer mit 29 Kanälen im Bereich von 10,6–183,3 GHz mit einer Schwadbreite von 1500 km und einer Auflösung von bis zu 12 km), Severjanin bzw. OBRC (Eisüberwachung mit Hilfe eines X-Band-Radars mit synthetischer Apertur mit 450 bis 600 km Schwadbreite und einer Auflösung zwischen 400 und 1000 m), Radiomet (Radio Occultation Instrument for temperature and pressure measurements, GPS/Glonass-Empfänger für Radiookkultationsmessungen mit 300 km horizontaler und 0,5 km vertikaler Auflösung) und GGAK-M (Geophysical Monitoring System Suite, Strahlungsmessgeräte für Protonen und Elektronen). Die Startmasse des Satelliten liegt bei 2700 kg, wobei 1200 kg Nutzlast sind. Als Lebensdauer werden fünf Jahre angegeben. Ab 2017 kamen mit den Satelliten des Typs Meteor-MP eine verbesserte Version zum Einsatz kommen. Diese wiegen etwa 3300 kg und sollten mit neuen Instrumenten ausgerüstet werden. So soll zum Beispiel das Instrument MSU-MR mit 17 anstelle 6 Kanälen arbeiten und bei gleicher Schwadbreite eine Auflösung von bis zum 0,25 km aufweisen.
Meteor-M 2-1 und 2-2 sind jedoch noch nicht mit dem Severjanin-M Onboard-Radarkomplex und den GGAK-Spektrometern für geoaktive Messungen und Strahlungsüberwachung, die Teil der Meteor-M 2-Nutzlastsuite waren, ausgestattet. Ab Meteor 2-3 wird die Meteor-M 2-Serie mit fortschrittlichen Versionen dieser Instrumente fliegen, die als GGAK-M/MSGI-MKA, GGAK-M/KGI-4C und MeteorSAR als verbesserte Radarnutzlast bekannt sind.

## Startliste
Stand der Liste: 29. Februar 2024
| Satellit       | Startort    | Startdatum (UTC)   | COSPAR-Bezeichnung | Katalog-Nr. | Bemerkungen                                                                                     |
| -------------- | ----------- | ------------------ | ------------------ | ----------- | ----------------------------------------------------------------------------------------------- |
| Kosmos 44      | Baikonur    | 28. August 1964    | 1964-053A          | 876         | Vorläufer der Meteor-1 Serie (Zylinder mit 3 m Länge und 1 m Durchmesser)                       |
| Kosmos 58      | Baikonur    | 26. Februar 1965   | 1965-014A          | 1097        | Vorläufer der Meteor-1 Serie, 4730 kg schwer                                                    |
| Kosmos 100     | Baikonur    | 17. Dezember 1965  | 1965-106A          | 1843        | Vorläufer der Meteor-1 Serie, 4730 kg schwer                                                    |
| Kosmos 118     | Baikonur    | 11. Mai 1966       | 1966-038A          | 2168        | Vorläufer der Meteor-1 Serie, 4730 kg schwer                                                    |
| Kosmos 122     | Baikonur    | 25. Juni 1966      | 1966-057A          | 2254        | Vorläufer der Meteor-1 Serie, 4730 kg schwer                                                    |
| Kosmos 144     | Plessezk    | 28. Februar 1967   | 1967-018A          | 2695        | Vorläufer der Meteor-1 Serie, 4730 kg schwer                                                    |
| Kosmos 156     | Plessezk    | 27. April 1967     | 1967-039A          | 2762        | Vorläufer der Meteor-1 Serie, 4730 kg schwer                                                    |
| Kosmos 184     | Plessezk    | 24. Oktober 1967   | 1967-102A          | 3010        | Vorläufer der Meteor-1 Serie, 4730 kg schwer                                                    |
| Kosmos 206     | Plessezk    | 14. März 1968      | 1968-019A          | 3150        | Vorläufer der Meteor-1 Serie, 4730 kg schwer                                                    |
| Kosmos 226     | Plessezk    | 12. Juni 1968      | 1968-049A          | 3282        | Vorläufer der Meteor-1 Serie, 4730 kg schwer                                                    |
| Meteor 1-x     | Plessezk    | 1. Februar 1969    | –                  | –           | Erster offizieller Satellit der Serie. Fehlstart durch Fehler in der Oberstufe der Trägerrakete |
| Meteor 1-1     | Plessezk    | 26. März 1969      | 1969-029A          | 3835        |                                                                                                 |
| Meteor 1-2     | Plessezk    | 6. Oktober 1969    | 1969-084A          | 4119        |                                                                                                 |
| Meteor 1-3     | Plessezk    | 17. März 1970      | 1970-019A          | 4349        |                                                                                                 |
| Meteor 1-4     | Plessezk    | 28. April 1970     | 1970-037A          | 4393        |                                                                                                 |
| Meteor 1-5     | Plessezk    | 23. Juni 1970      | 1970-047A          | 4419        |                                                                                                 |
| Meteor 1-6     | Plessezk    | 15. Oktober 1970   | 1970-085A          | 4583        |                                                                                                 |
| Meteor 1-7     | Plessezk    | 20. Januar 1971    | 1971-003A          | 4849        |                                                                                                 |
| Meteor 1-8     | Plessezk    | 17. April 1971     | 1971-031A          | 5142        |                                                                                                 |
| Meteor 1-9     | Plessezk    | 16. Juli 1971      | 1971-059A          | 5327        |                                                                                                 |
| Meteor 1-10    | Plessezk    | 29. Dezember 1971  | 1971-120A          | 5731        |                                                                                                 |
| Meteor 1-11    | Plessezk    | 30. März 1972      | 1972-022A          | 5917        |                                                                                                 |
| Meteor 1-12    | Plessezk    | 30. Juni 1972      | 1972-049A          | 6079        |                                                                                                 |
| Meteor 1-13    | Plessezk    | 26. Oktober 1972   | 1972-085A          | 6256        |                                                                                                 |
| Meteor 1-14    | Plessezk    | 20. März 1973      | 1973-015A          | 6392        |                                                                                                 |
| Meteor 1-15    | Plessezk    | 29. Mai 1973       | 1973-034A          | 6659        |                                                                                                 |
| Meteor 1-16    | Plessezk    | 5. März 1974       | 1974-011A          |             |                                                                                                 |
| Meteor 1-17    | Plessezk    | 24. April 1974     | 1974-025A          | 7274        |                                                                                                 |
| Meteor 1-18    | Plessezk    | 9. Juli 1974       | 1974-052A          | 7363        |                                                                                                 |
| Meteor 1-19    | Plessezk    | 28. Oktober 1974   | 1974-083A          | 7490        |                                                                                                 |
| Meteor 1-20    | Plessezk    | 17. Dezember 1974  | 1974-099A          | 7574        |                                                                                                 |
| Meteor 1-21    | Plessezk    | 1. April 1975      | 1975-023A          | 7714        |                                                                                                 |
| Meteor 2-1     | Plessezk    | 11. Juli 1975      | 1975-064A          | 8026        |                                                                                                 |
| Meteor 1-22    | Plessezk    | 18. September 1975 | 1975-087A          | 8293        |                                                                                                 |
| Meteor 1-23    | Plessezk    | 25. Dezember 1975  | 1975-124A          | 8519        |                                                                                                 |
| Meteor 1-24    | Plessezk    | 7. April 1976      | 1976-032A          | 8799        |                                                                                                 |
| Meteor 1-25    | Plessezk    | 15. Mai 1976       | 1976-043A          | 8845        |                                                                                                 |
| Meteor 1-26    | Plessezk    | 15. Oktober 1976   | 1976-102A          | 9481        |                                                                                                 |
| Meteor 2-2     | Plessezk    | 6. Januar 1977     | 1977-002A          | 9661        |                                                                                                 |
| Meteor 1-27    | Plessezk    | 5. April 1977      | 1977-024A          | 9903        |                                                                                                 |
| Meteor 1-28    | Baikonur    | 29. Juni 1977      | 1977-057A          | 10113       |                                                                                                 |
| Meteor 2-3     | Plessezk    | 14. Dezember 1977  | 1977-117A          | 10514       |                                                                                                 |
| Meteor 1-29    | Baikonur    | 25. Januar 1979    | 1979-005A          | 11251       |                                                                                                 |
| Meteor 2-4     | Plessezk    | 1. März 1979       | 1979-021A          | 11288       |                                                                                                 |
| Meteor 2-5     | Plessezk    | 31. Oktober 1979   | 1979-095A          | 11605       |                                                                                                 |
| Meteor 1-30    | Baikonur    | 18. Juni 1980      | 1980-051A          | 11848       |                                                                                                 |
| Meteor 2-6     | Plessezk    | 9. September 1980  | 1980-073A          | 11962       |                                                                                                 |
| Meteor 2-7     | Plessezk    | 14. Mai 1981       | 1981-043A          | 12456       |                                                                                                 |
| Meteor Priroda | Baikonur    | 10. Juli 1981      | 1981-065A          | 12585       |                                                                                                 |
| Meteor 2-8     | Plessezk    | 25. März 1982      | 1982-025A          | 13113       |                                                                                                 |
| Meteor 2-9     | Plessezk    | 14. Dezember 1982  | 1982-116A          | 13718       |                                                                                                 |
| Meteor 2-10    | Plessezk    | 28. Oktober 1983   | 1983-109A          | 14452       |                                                                                                 |
| Meteor 2-11    | Plessezk    | 5. Juli 1984       | 1984-072A          | 15099       |                                                                                                 |
| Meteor 2-12    | Plessezk    | 6. Februar 1985    | 1985-013A          | 15516       |                                                                                                 |
| Meteor 3-1     | Plessezk    | 24. Oktober 1985   | 1985-100A          | 16191       |                                                                                                 |
| Meteor 2-13    | Plessezk    | 26. Dezember 1985  | 1985-119A          | 16408       |                                                                                                 |
| Meteor 2-14    | Plessezk    | 27. Mai 1986       | 1986-039A          | 16735       |                                                                                                 |
| Meteor 2-15    | Plessezk    | 5. Januar 1987     | 1987-001A          | 17290       |                                                                                                 |
| Meteor 2-16    | Plessezk    | 18. August 1987    | 1987-068A          | 18312       |                                                                                                 |
| Meteor 2-17    | Plessezk    | 30. Januar 1988    | 1988-005A          | 18820       |                                                                                                 |
| Meteor 3-2     | Plessezk    | 26. Juli 1988      | 1988-064A          | 19336       |                                                                                                 |
| Meteor 2-18    | Plessezk    | 28. Februar 1989   | 1989-018A          | 19851       |                                                                                                 |
| Meteor 3-3     | Plessezk    | 24. Oktober 1989   | 1989-086A          | 20305       |                                                                                                 |
| Meteor 2-19    | Plessezk    | 27. Juni 1990      | 1990-057A          | 20670       |                                                                                                 |
| Meteor 2-20    | Plessezk    | 28. September 1990 | 1990-086A          | 20826       |                                                                                                 |
| Meteor 3-4     | Plessezk    | 24. April 1991     | 1991-030A          | 21232       |                                                                                                 |
| Meteor 3-5     | Plessezk    | 15. August 1991    | 1991-056A          | 21655       |                                                                                                 |
| Meteor 2-21    | Plessezk    | 31. August 1993    | 1993-055A          | 22782       |                                                                                                 |
| Meteor 3-6     | Plessezk    | 25. Januar 1994    | 1994-003A          | 22969       |                                                                                                 |
| Meteor 3M      | Baikonur    | 10. Dezember 2001  | 2001-056A          | 27001       | Hatte das SAGE-III-Instrument der NASA mit an Bord                                              |
| Meteor-M 1     | Baikonur    | 17. September 2009 | 2009-049A          | 35865       |                                                                                                 |
| Meteor-M 2     | Baikonur    | 8. Juli 2014       | 2014-037A          | 40069       |                                                                                                 |
| Meteor-M 2-1   | Wostotschny | 28. November 2017  | –                  | –           | Satellit erreichte aufgrund eines Programmierfehlers nicht die gewünschte Umlaufbahn            |
| Meteor-M 2-2   | Wostotschny | 5. Juli 2019       | 2019-038A          | 44387       |                                                                                                 |
| Meteor-M 2-3   | Wostotschny | 27. Juni 2023      | 2023-091A          | 57166       |                                                                                                 |
| Meteor-M 2-4   | Wostotschny | 29. Februar 2024   | 2024-039A          | 59051       |                                                                                                 |